# Znak za boj proti partizanom
Znak za boj proti partizanom (nemško Bandenkampfabzeichen) je bil vojaški znak nacistične Nemčije 2. svetovne vojne.
Nastal je zaradi vse večje organiziranosti odporniških gibanj v državah, ki so jih zasedle nemške oborožene sile (v Jugoslaviji, Franciji, Grčiji, Poljski, Albaniji, Sovjetski zvezi in drugod). Ustanovljen je bil 30. januarja 1944 in je bil namenjen tistim vojakom, ki so dalj časa sodelovali v akcijah proti odporniškim gibanjem. Podeljevan je bil v treh stopnjah, zlati, srebrni in bronasti.

## Opis
Znak je temeljil na insigniji šlezijskih pripadnikov Freikorpsa iz leta 1919 in je bil ovalne oblike. Obroč je predstavljal venec iz hrastovih listov, na sredini pa je bil rimski meč, ki je prebadal bajeslovno hidro, ki je predstavljala partizane. Meč je imel na braniku »sončno« svastiko, ki je predstavljala nemško vojsko in vse pripadnike tujih enot, ki so se bojevale na strani Osi. Na konici meča je bila upodobljena lobanja, ki naj bi predstavljala pripadnike Schutzstaffela in odločenost Nemčije, da porazi odporniška gibanja.

## Kriteriji za pridobitev znaka
Kriterije za pridobitev znaka je izdal Heinrich Himmler 1. februarja 1944.
Bronasti znak
- 20 dni bojevanja za pripadnike kopenskih enot
- 30 dni bojevanja za pripadnike Luftwaffe

Srebrni znak
- 50 dni bojevanja za pripadnike kopenskih enot
- 75 dni bojevanja za pripadnike Luftwaffe

Zlati znak
- 100 dni bojevanja za pripadnike kopenskih enot
- 150 dni bojevanja za pripadnike Luftwaffe

Podeljenih naj bi bilo 1.650 bronastih, 510 srebrnih in 47 zlatih znakov, vendar so točne številke neznane.